# Saison 3 de Longmire
Chronologie
Saison 2 Saison 4
Cet article présente le guide des épisodes de la troisième saison de la série télévisée Longmire.

## Distribution

### Acteurs principaux
- Robert Taylor (V. F. : Michel Vigné) : Walt Longmire
- Bailey Chase (V. F. : Denis Laustriat) : Branch Connally
- Katee Sackhoff (V. F. : Ariane Deviègue) : Victoria "Vic" Moretti
- Cassidy Freeman (V. F. : Laurence Dourlens) : Cady Longmire
- Lou Diamond Phillips (V. F. : Marc Saez) : Henry Standing Bear

### Acteurs secondaires
- Adam Bartley (V. F. : Donald Reignoux) : Ferguson
- Louanne Stephens (V. F. : Cathy Cerdà) : Ruby
- Louis Herthum (V. F. : Guillaume Orsat) : Omar
- Zahn McClarnon (V. F. : Jean-Pascal Quilichini) : Officier Mathias
- A. Martinez (V. F. : Michel Bedetti) : Jacob Nighthorse
- Katherine LaNasa (V. F. : Françoise Cadol) : Lizzie Ambrose
- Peter Weller (V. F. : Luc Bernard) : Lucien Connall
- John Bishop : Bob Barnes
- Charles S. Dutton : Détective Fales
- Michael Mosley : Sean Moretti
- Gerald McRaney : Barlow Connally
- Lee Tergesen : Ed Gorski
- Mädchen Amick : Deena
- Lochlyn Munro : Grant Thayer
- Arron Shiver : Billy Barnes

## Épisodes

### Épisode 1:Le Guerrier blanc
- États-Unis : 2 juin 2014 sur A&E[1]

- États-Unis : 3,86 millions de téléspectateurs[2] (première diffusion)

### Épisode 2:Des enfants venus de loin
- États-Unis : 9 juin 2014 sur A&E

- États-Unis : 3,6 millions de téléspectateurs[3] (première diffusion)

### Épisode 3:Miss nation Cheyenne
- États-Unis : 16 juin 2014 sur A&E

- États-Unis : 3,58 millions de téléspectateurs[4] (première diffusion)

### Épisode 4:Camping sauvage
- États-Unis : 23 juin 2014 sur A&E

- États-Unis : 3,51 millions de téléspectateurs[5] (première diffusion)

### Épisode 5:Un jour de congé
- États-Unis : 30 juin 2014 sur A&E

- États-Unis : 3,23 millions de téléspectateurs[6] (première diffusion)

### Épisode 6:Des nouvelles de ma mort
- États-Unis : 7 juillet 2014 sur A&E

- États-Unis : 3,38 millions de téléspectateurs[7] (première diffusion)

### Épisode 7:Population 25
- États-Unis : 14 juillet 2014 sur A&E

- États-Unis : 3,58 millions de téléspectateurs[8] (première diffusion)

### Épisode 8:Moisson
- États-Unis : 21 juillet 2014 sur A&E

- États-Unis : 3,33 millions de téléspectateurs[9] (première diffusion)

### Épisode 9:Compter les coups
- États-Unis : 28 juillet 2014 sur A&E

- États-Unis : 3,43 millions de téléspectateurs[10] (première diffusion)

### Épisode 10:Et tu redeviendras poussières
- États-Unis : 4 août 2014 sur A&E

- États-Unis : 3,68 millions de téléspectateurs[11] (première diffusion)